# Mike Havenaar
Mike Havenaar (Hirosima, 1987. május 20. –) japán válogatott labdarúgó.

## Pályafutása
2006–2009 között a Yokohama F. Marinos labdarúgója volt és közben 2008-ban kölcsönben az Avispa Fukuoka csapatában szerepelt. 2009-ben a Sagan Tosu, 2010–11-ben a Ventforet Kofu, 2012–2014 között a holland Vitesse, 2014-ben a spanyol Córdoba, 2015-ben a finn Helsingin JK, 2015–2017 között a holland ADO Den Haag labdarúgója volt.
2011 és 2016 között 18 alkalommal szerepelt a japán válogatott és négy gólt szerzett. A csapat tagjaként részt vett a 2013-as konföderációs kupán.

## Statisztika
| Japán válogatott | Japán válogatott | Japán válogatott |
| Időszak          | Mérk.            | gól              |
| ---------------- | ---------------- | ---------------- |
| 2011             | 5                | 2                |
| 2012             | 4                | 1                |
| 2013             | 8                | 1                |
| Összesen         | 17               | 4                |